# Lomitapidă
Lomitapida este un medicament hipolipemiant, fiind utilizat în tratamentul anumitor tipuri de dislipidemii. Calea de administrare disponibilă este cea orală.
Studiile clinice realizate au avut în vedere atât monoterapia, cât și asocierile cu atorvastatină, ezetimib și fenofibrat.

## Utilizări medicale
Lomitapida este un medicament orfan este utilizată în tratamentul hipercolesterolemiei familiale homozigote (HoFH).

## Mecanism de acțiune
Lomitapida inhibă MTTP (proteina de transfer microzomal a trigliceridelor), care este necesară pentru asamblarea VLDL și secreția lor la nivel hepatic.

## Reacții adverse
Lomitapida este asociată cu un risc de inducere a hepatotoxicității, ducând la nivele crescute de aminotranserază și acumulare de lipide în ficat.